# Christian Lautenschlager
Christian Lautenschlager, nemški dirkač, * 13. april 1877, Magstadt, Baden-Württemberg, Nemčija, † 3. januar 1954, Untertürkheim, Stuttgart, Nemčija.
Christian Lautenschlager se je rodil 13. aprila 1877 v nemški vasi Magstadt, zvezna dežela Baden-Württemberg. Pri štirinajstih se je začel šolati za mehanika v tovarni v Stuttgartu. Po zamenjavi več služb je potoval po Evropi, ob vrnitvi v starosti dvaindvajsetih let pa se je zaposlil v tovarni Daimler. Tam je hitro napredoval v mehanika in nato v testnega dirkača za tovarniške avtomobile.
V sezoni 1908 je dobil priložnost z enim izmed treh dirkalnikov Mercedes na dirki za Veliko nagrado Francije, kjer je zmagal. Kljub temu uspehu pa se je raje kot dirkanju posvetil delu v tovarni. Zato je dirkal le občasno do dirke za Veliko nagrado Francije v sezoni 1914, ko si je zagotovil veliko slavo. Dirka je potekala 14. julija 1914, na dan francoskega državnega praznika, napetost pa je bila visoka tudi zaradi bližanja začetka prve svetovne vojne. Dirka velja za eno najboljših v zgodovini dirk za Veliko nagrado, sodelovalo je 37 dirkalnikov trinajstih tovarn in iz šestih različnih držav. Prvič je bila omejena prostornina motorja, in sicer na 4,5 L. Proti močni konkurenci, tudi domačinu Georgesu Boillotu, ki je dobil dirko v preteklih dveh letih, je Lautenschlager dosegel svojo drugo zmago na tej prestižni dirki, edini najvišjega ranga Grandes Épreuves v sezoni, po izčrpavajočih sedmih urah dirkanja.
Po koncu vojne je Lautenschlager, ki je bil star že štirideset let, občasno sodeloval na dirkah, toda brez vidnejšega uspeha. V sezoni 1922 je sodeloval na dirki Targa Florio in zasedel deseto mesto. V naslednji sezoni 1923 je potoval z moštvom Mercedes potoval na ameriško dirko Indianapolis 500, kjer je kot prvi v zgodovini dirke nastopil s super kompresorskim motorjem, toda zasedel je le triindvajseto mesto. Po koncu sezone 1924 se je upokojil kot dirkač. Umrl je leta 1954 v Stuttgartu.